# Distretto di Tsirang
Tsirang è uno dei 20 distretti (dzongkhag) che costituiscono il Bhutan. Il distretto appartiene al dzongdey centrale.

## Municipalità
Il distretto consta di 12 gewog (raggruppamenti di villaggi):
- gewog di Barshong
- gewog di Dunglegang
- gewog di Goseling
- gewog di Kikhorthang
- gewog di Mendrelgang
- gewog di Patshaling
- gewog di Phuntenchhu
- gewog di Rangthangling
- gewog di Semjong
- gewog di Sergithang
- gewog di Tsholingkhar
- gewog di Tsirangtoe